# Charitopus albopalpalis
Charitopus albopalpalis är en stekelart som beskrevs av Charles Thomas Brues 1907. Charitopus albopalpalis ingår i släktet Charitopus och familjen sköldlussteklar. Inga underarter finns listade i Catalogue of Life.